# نزدیک‌تر (ترانه سوئیتی)
«نزدیک‌تر» (به انگلیسی: Closer) ترانه‌ای از رپر آمریکایی سوئیتی به‌همراهٔ خواننده-ترانه‌پرداز آمریکایی هر می‌باشد.